# Michael O'Loughlin
Michael O'Loughlin (14 de febrer de 1997) és un ciclista irlandès, professional des del 2016 i actualment a l'equip Team Wiggins.

## Palmarès
- 2015
  - Vencedor d'una etapa al Trofeu Centre Morbihan
- 2016
  -  Campió d'Irlanda sub-23 en ruta
- 2017
  -  Campió d'Irlanda sub-23 en contrarellotge
- 2018
  -  Campió d'Irlanda sub-23 en contrarellotge
- 2019
  -  Campió d'Irlanda sub-23 en contrarellotge